# 秉志

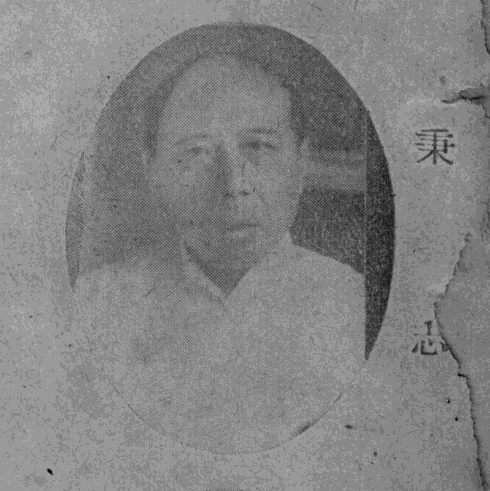
秉志

秉志（1886年4月9日—1965年2月21日），原名翟秉志，字農山，别号际潜，男，满族，翟佳氏，祖籍吉林，河南開封府駐防正藍旗滿洲旗籍舉人。动物学家，中国近代生物学的主要开拓者和奠基人之一、中国近现代科学启蒙者之一，中央研究院院士及中国科学院学部委员。
他与任鸿隽等发起组织中国第一个民间科学团体中国科学社，刊行中国最早的综合性学术刊物《科学》杂志。

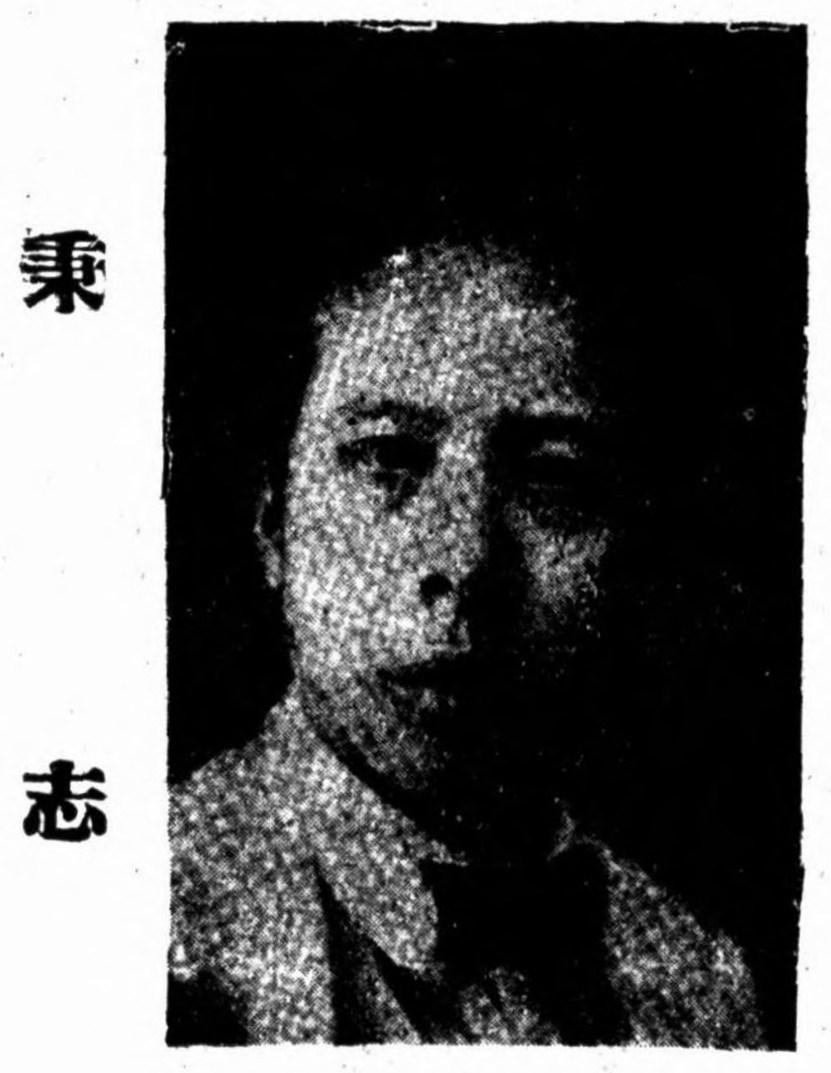

## 生平
1902年考入河南大學堂，光緒二十九年癸卯恩科河南鄉試（1903年），年十八歲由正藍旗滿洲附生中式第六十九名舉人。1908年毕业于京师大学堂，畢業平均分數79.1分（因英文主課不及60分降中等），以各部司務補用。
1909年被貴胄學校會保送赴美国康乃爾大學学习，成为首批庚子赔款留美学生。1915年与留美同仁组织了中国最早的群众性学术团体中国科学社，并于1918年获得美国康乃爾大學博士学位。
回国后，于1921年与植物学家胡先骕创办南京高等师范学校（1921年改名国立东南大学，1928年改名国立中央大学，1949年改名南京大学）生物系。1922年与胡先骕、杨杏佛创建中国科学社生物研究所。1928年与胡先骕创建北平静生生物调查所。1934年与中国动物学家共同发起成立了中国动物学会，任第一届理事长。1948年当选为中央研究院第一屆院士。
曾历任南京高等师范学校（国立东南大学）、厦门大学、國立中央大学、复旦大学教授，中国科学社生物研究所、静生生物调查所教授、主任，中国科学院水生生物研究所和中国科学院动物研究所研究员，中国科学院生物学部委员等职。
1965年2月21日2时10分，在北京逝世。

## 学术贡献
在动物分类学、脊椎动物形态学、动物生理学、昆虫学、古动物学等领域均有研究，尤其精于动物解剖学，他全面系统地研究了鲤鱼实验形态学、江豚内脏的解剖，充实和提高了鱼类生物学的理论基础，还有虎的大脑等研究有一定成就。

### 引用
1. ↑  .   [2021-10-16]. （原始内容存档于2022-02-14）.
2. ↑  李思忠, , 北京: 中国数字科技馆, 2006–2008  [2017-12-13], （原始内容存档于2019-08-19）
3. ↑  .   [2021-10-21]. （原始内容存档于2021-10-10）.
4. ↑  中国大百科智慧藏：秉志[]
5. ↑  《京師大學堂同學錄》預備科第二類八旗駐防學生：秉志，字農山，行三，年二十歲，河南開封府駐防旗籍，癸卯科舉人，預備科，習英文，前在本省高等學堂肄業，曾祖 集成，祖 萬順，父 海林
6. ↑  张可可. . 2025-02. ISBN 979-8-89660-332-0. Wikidata Q135107243 （en、zh）.
7. ↑  王家楫. . 科学通报. 1965, (05). ISSN 0023-074X. Wikidata Q66729701 （中文）.
8. ↑  陆景一. . 动物学杂志. 1986, (02). ISSN 0250-3263. doi:10.13859/J.CJZ.1986.02.016. Wikidata Q99924796 （中文）.
9. ↑  . 2022-12-14  [2023-01-07]. （原始内容存档于2023-01-08）.
10. ↑  該校光緒三十年改稱河南高等學堂
11. 1 2  「秉志先生早期學歷考實」 樊洪業 中國科技史料 1989 第2期
12. ↑  《光緒癸卯恩科河南鄉試錄》
13. ↑  秉志，年二十四歲，河南駐防正藍旗滿洲舉人，畢業平均分數七十九分一厘(因英文主課不及六十分降中等)…其秉志、崇文、林典、張鑒哲、袁炯五名原系舉人，擬請均以各部司務補用。「學部為大學堂畢業生請獎事咨會議政務處文」(宣統元年六月二十四日)，北京大學校史研究室編.《北京大學史料》第一卷 1898～1911.北京大學出版社,1993年04月第1版.「大學堂預備科學生畢業分數等第單」(宣統元年六月十八日)，《學部官報》第九十六期
14. ↑  第一批除考取學生四十七名之外，當時貴胄學校會特別要求格外加派三人，即秉志（滿人）、倭申布（蒙人）、及楊蔭慶（漢軍）。此三人未經考試，隨同第一批學生赴美留畢。）林子勛著.《中國留學教育史》（1847-1975年）.華岡印刷廠,1976年01月.第56頁
15. ↑  . 人民日报. 1965年2月24日: 第2版.

### 书籍
- 《秉志文存》，翟启慧、胡宗刚 编，北京大学出版社，2006年。ISBN 7301106262